# Corporation Act de 1661
La Corporation Act de 1661 es una ley del Parlamento de Inglaterra (13 Cha. II. St. 2 c. 1). Pertenece a la categoría general de las Test Act destinada a la restricción de oficinas públicas en Inglaterra por parte de los miembros de la iglesia británica. 
Comúnmente habla de las «leyes penales», ennmerada por Butler en Historical Account of the Laws against the Roman Catholics of England, no fue una ley dirigida directamente contra las iglesias británicas, pero si contra las Iglesias presbiterianas. Se aprobó en diciembre de 1661, un año después de la Restauración, por Carlos II. El Parlamento desde ese momento fue totalmente reaccionario. Los Cavaliers estaban en el poder, y encaminaban a la alta Inglaterra a la Restauración antes de la fecha de la Mancomunidad de Inglaterra. Se exigió que toda la prudencia del Conde de Clanderon, el canciller, lo limitara. La Corporation Act de 1661 representó el límite a la que estaba dispuesta a ir a procurar el poder de los presbiterianos.
- Datos: Q2997684